# Jérôme Salle
Jérôme Salle (Parigi, 8 giugno 1971) è un regista e sceneggiatore francese.

## Biografia
Esordisce alla regia nel 2000 con il cortometraggio Le jour de grâce. Nel 2005 dirige Anthony Zimmer con Sophie Marceau e Yvan Attal. Il film ottiene una candidatura ai premi César 2006 come migliore opera prima. 
Nel 2008 dirige Largo Winch, adattamento cinematografico dell'omonimo fumetto belga, mentre nel 2011 dirige il sequel intitolato The Burma Conspiracy - Largo Winch 2. Nel 2010 viene realizzato The Tourist diretto da Florian Henckel von Donnersmarck ed interpretato da Angelina Jolie e Johnny Depp, rifacimento statunitense della sua opera prima Anthony Zimmer.
Nel 2013 dirige Zulu, presentato fuori concorso alla 66ª edizione del Festival di Cannes.

## Filmografia

### Regista
- Le jour de grâce (2000) - cortometraggio
- Anthony Zimmer (2005)
- Largo Winch (2008)
- The Burma Conspiracy - Largo Winch 2 (2011)
- Zulu (2013)
- L'Odissea (L'odyssée) (2016)

### Sceneggiatore
- L'homme idéal, regia di Xavier Gélin (1997)
- Bob le magnifique – film TV, regia di Marc Angelo (1998)
- Le jour de grâce, regia di Jérôme Salle (2000) - cortometraggio
- Il principe del Pacifico (Le prince du Pacifique), regia di Alain Corneau (2000) - non accreditato
- Trouble, regia di Harry Cleven (2005)
- Anthony Zimmer, regia di Jérôme Salle (2005)
- Largo Winch, regia di Jérôme Salle (2008)
- The Burma Conspiracy - Largo Winch 2, regia di Jérôme Salle (2011)
- Zulu, regia di Jérôme Salle (2013)
- L'Odissea, regia di Jérôme Salle (2016)